# Isoetes gigantea
Isoetes gigantea är en kärlväxtart som beskrevs av U. Weber. Isoetes gigantea ingår i släktet braxengräs, och familjen Isoetaceae. Inga underarter finns listade i Catalogue of Life.